# Provincia de Bazéga
Bazéga es una de las 45 provincias de Burkina Faso, su capital es Kombissiri.

## Departamentos (población estimada a 1 de julio de 2018)
- Doulougou 33,398
- Gaongo 35,807
- Ipelcé 16,661
- Kayao 44,542
- Kombissiri 90,008
- Saponé 49,166
- Toécé 41,971

## Ciudades
| Ciudad                                | Latitud    | Longitud   | Altitud | Población (2001)   |
| ------------------------------------- | ---------- | ---------- | ------- | ------------------ |
| Kombissiri (Kombissiguiri, Kombisiri) | 12° 3' 56N | 1° 20' 15O | 303 m   | 214,450 habitantes |